# Missile S3
Pour les articles homonymes, voir S3.
Le S3 est un ancien missile balistique à portée intermédiaire (en anglais IRBM : Intermediate Range Ballistic Missile) français basé à terre. Il était doté d'une seule tête nucléaire.

## Conception
Le prédécesseur du S3, le S2 constituait le principal élément de la force de frappe française, il était entré en service en 1971. En 1973, un programme fut lancé pour développer une seconde génération de missile sol-sol-balistique-stratégique, le S3. Ceci entraîna la rénovation des deux premiers groupes de silos de missile S2 et leur remplacement par des S3.
Le développement par l'Aerospatiale du S3 fut terminé en 1980 mais la prise en compte tardive des impulsions électromagnétiques conduit à développer une version S3D (durci) dans le cadre d'un durcissement des installations du Plateau d'Albion achevés en 1984.
Le système fut déployé à partir de 1980. Le premier groupe de neuf missiles S3 installé sur la base aérienne 200 Apt-Saint-Christol sur le plateau d'Albion est opérationnel le 1er septembre 1980. Le deuxième groupe de neuf missiles S3D est opérationnel le 2 décembre 1982. La première unité modifié en S3D reprend l'alerte le 15 septembre 1984.
En 1986, reprenant les études d'un missile mono-charge déployé soit d'un véhicule de tir soit d'un silo, la DGA lance le développement du missile S4 qui deviendra le S45, dont le projet est annulé en 1991.
À l'origine, il était prévu de remplacer les S3 par une version basée à terre du M-5 à l'horizon 2005, dénommé S5 doté de la l'ogive TN76. En 1994, il fut annoncé qu'ils devaient être remplacés par des M45 basés à terre, mais, en 1996, il fut décidé de désactiver les missiles S3 et qu'ils ne seraient pas remplacés.
Des rapports indiquent que 40 missiles S3 furent construits et que plus de 13 d'entre eux furent utilisés pour des essais.

## Description
Le S3 est un missile à deux étages de portée intermédiaire et à propulsion solide. Il mesure 13,8 m de long et son diamètre est de 1,5 m. Il pèse 25,8 t et a une portée maximale de 3 500 km. Il est équipé du même premier étage que le S2 doté d'un moteur P16 à carburant solide et de 4 tuyères.
Le premier étage emporte 16 940 kg de carburant qui brûle pendant 72 secondes. Le second étage emporte lui 6 015 kg de carburant qui brûle pendant 58 secondes. Il possède un système de pénétration durci et des aides à la pénétration. Le missile est doté d'une tête nucléaire TN-61 d'une puissance estimée de 1,2 mégatonne.
Le S3D a un taux de disponibilité supérieur à 98 %.

## Galerie (Musée de l'Air et de l'Espace du Bourget)

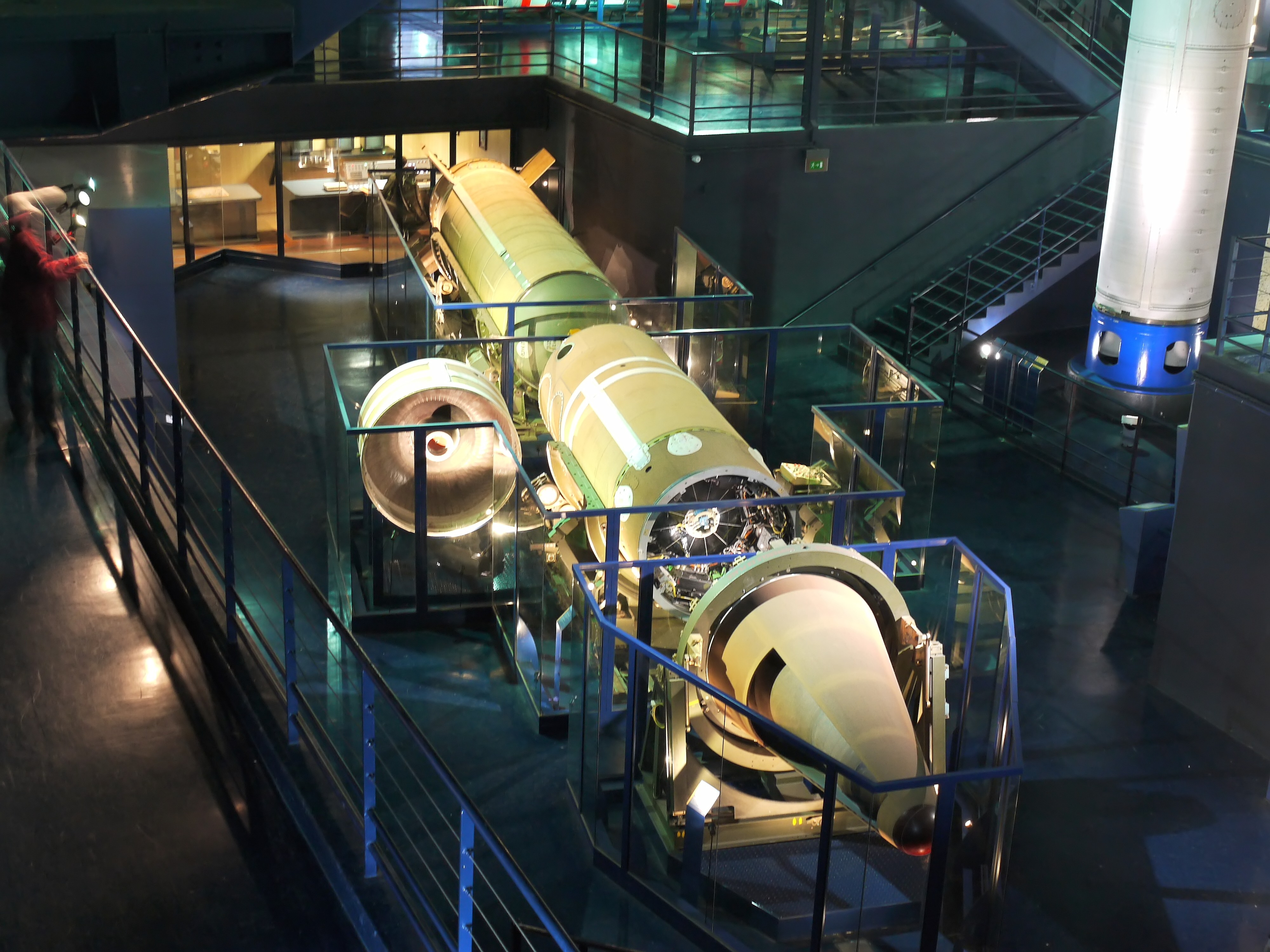
Vue d'ensemble du missile
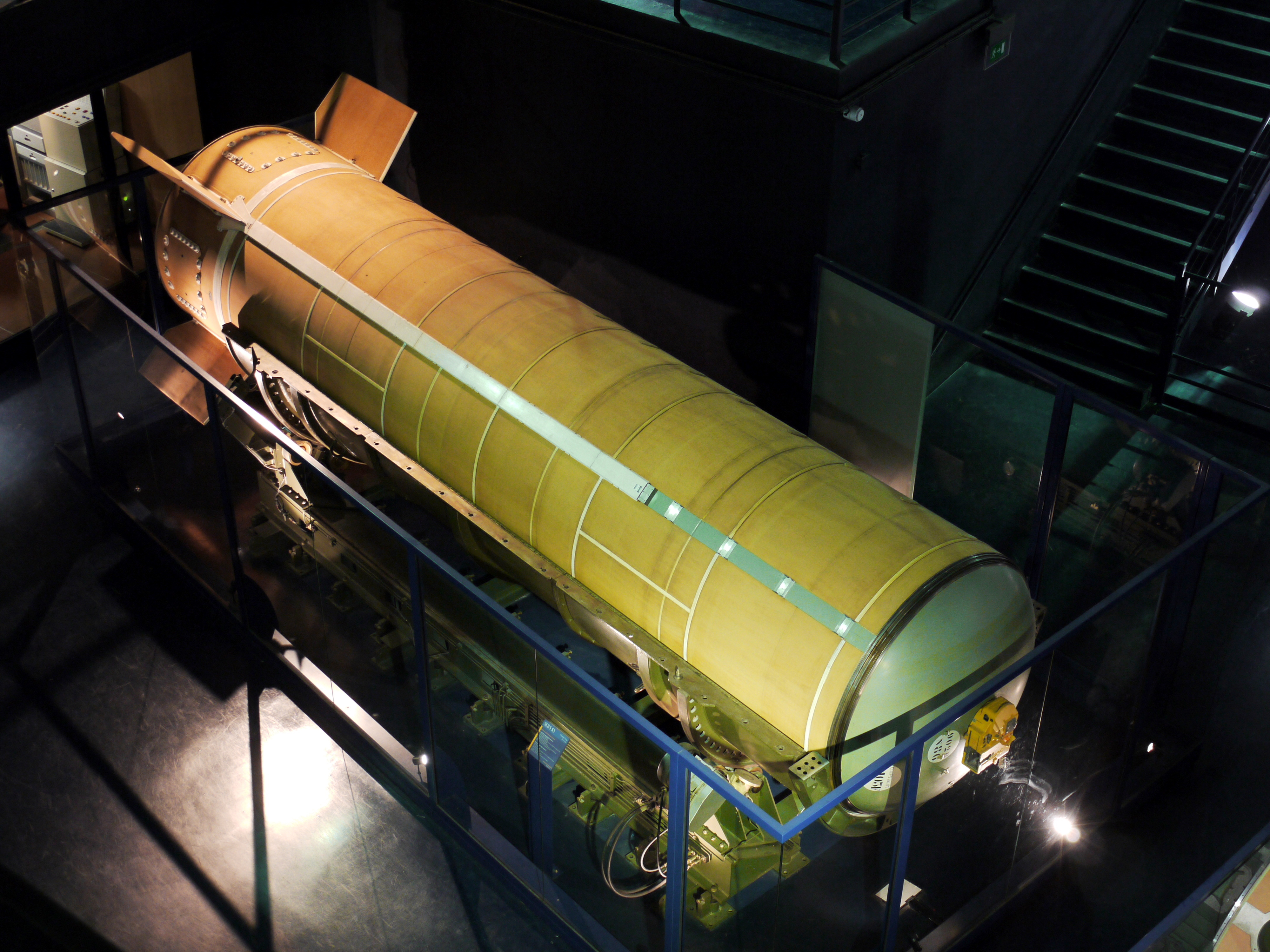
Premier étage du missile
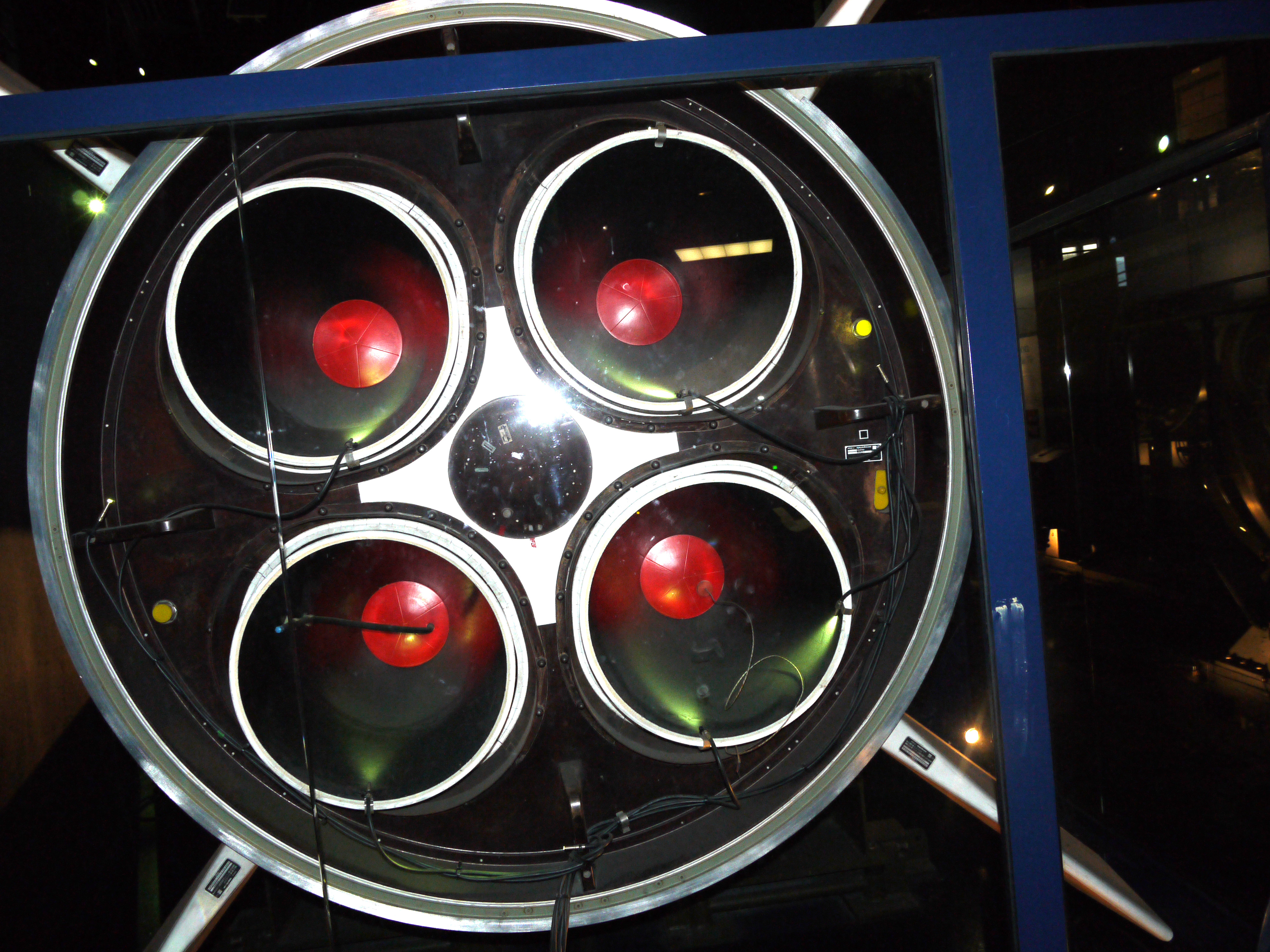
Tuyères des moteurs à poudre du 1er étage
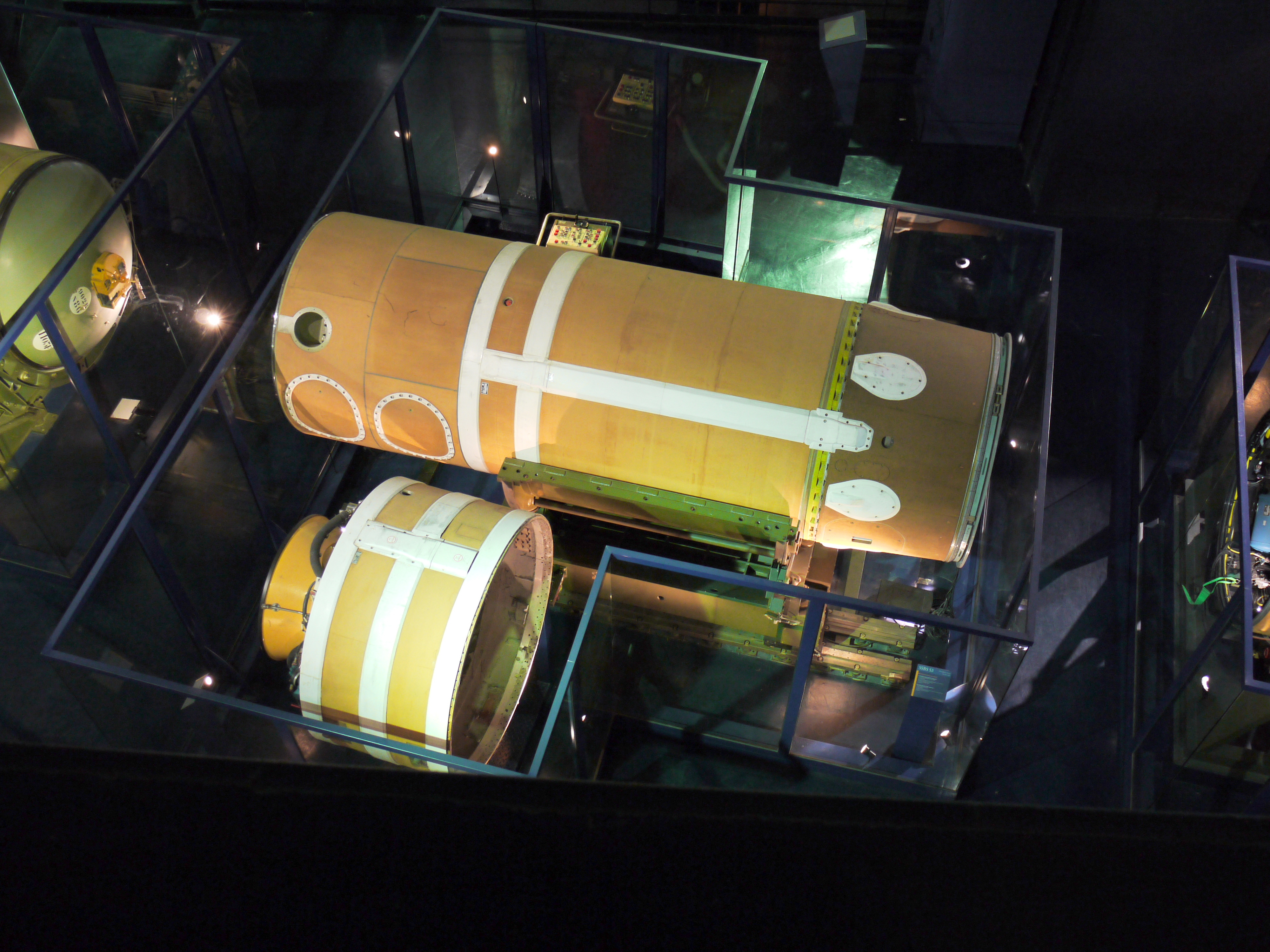
Deuxième étage du missile  (la section arrière a été séparée)
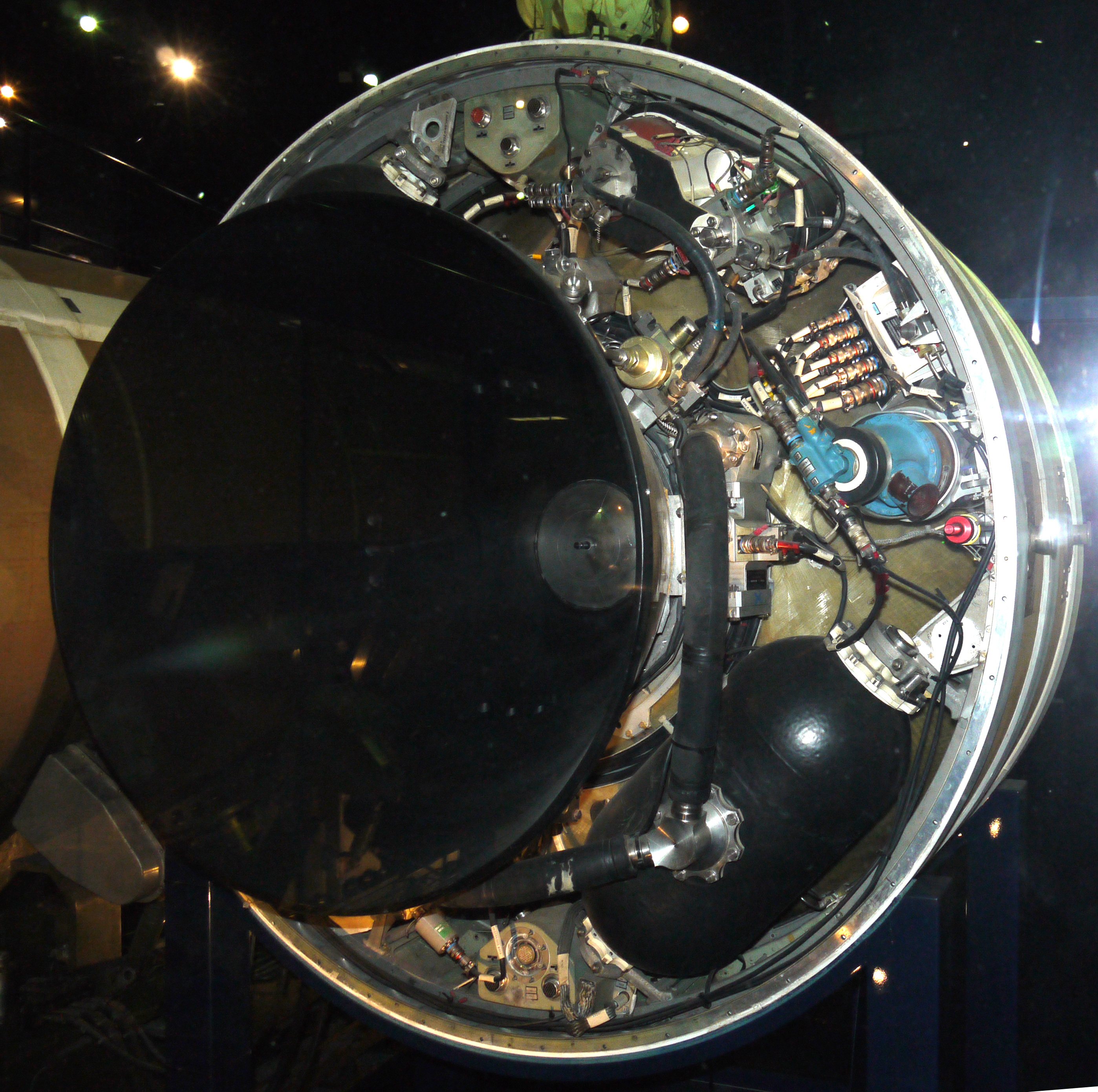
Tuyère du moteur à poudre du 2e étage
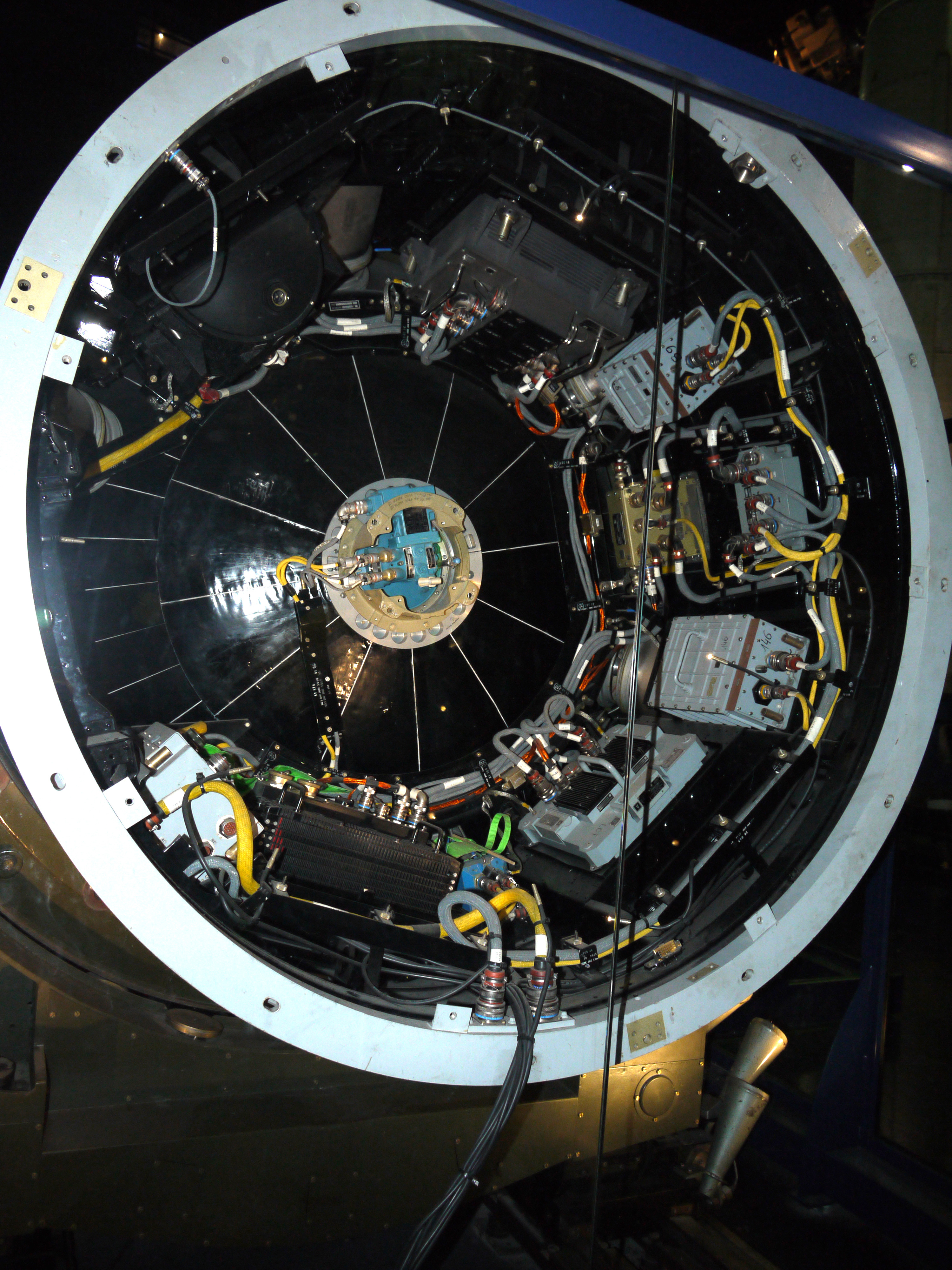
Case à équipements du 2e étage
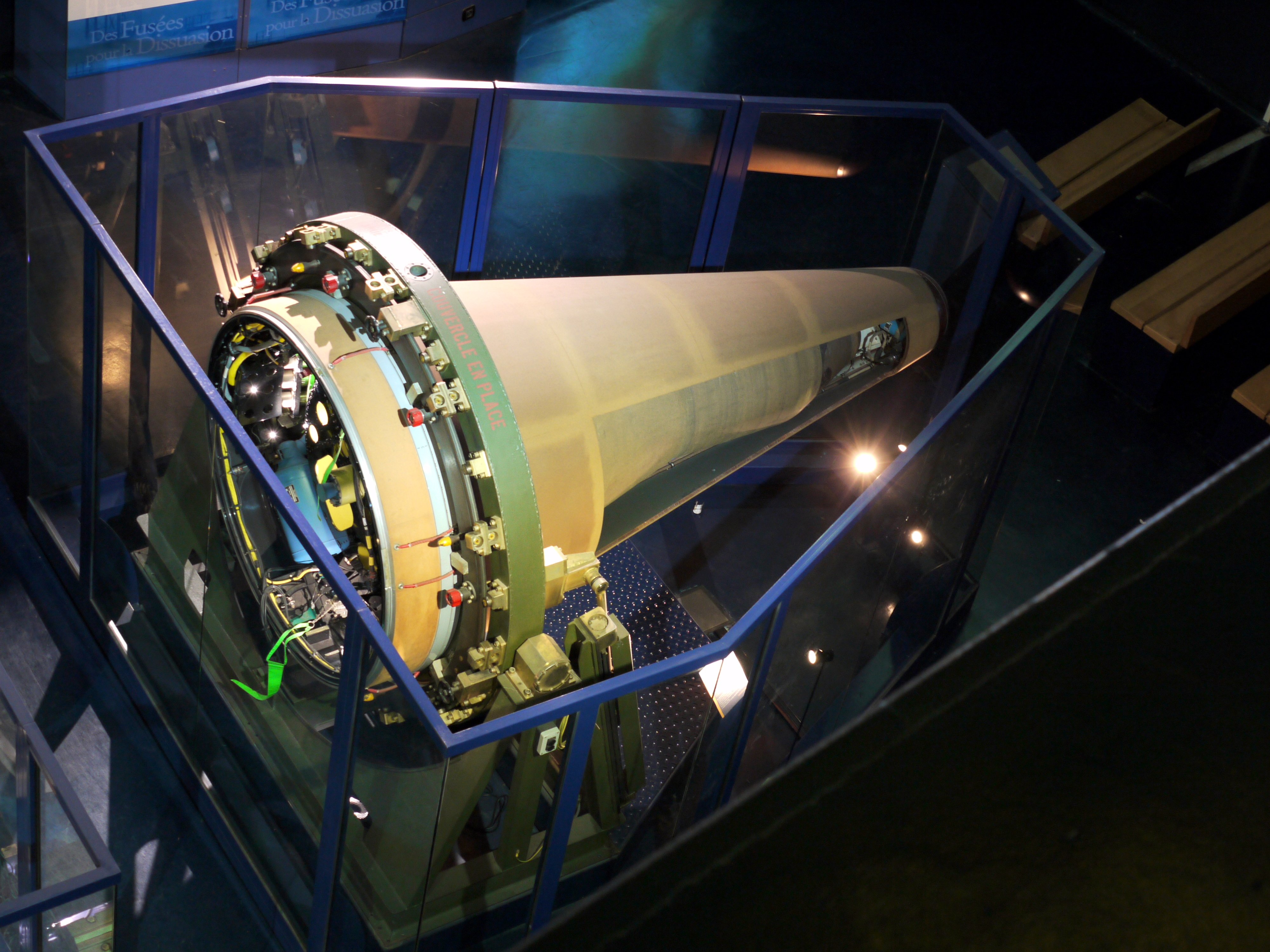
Tête du missile
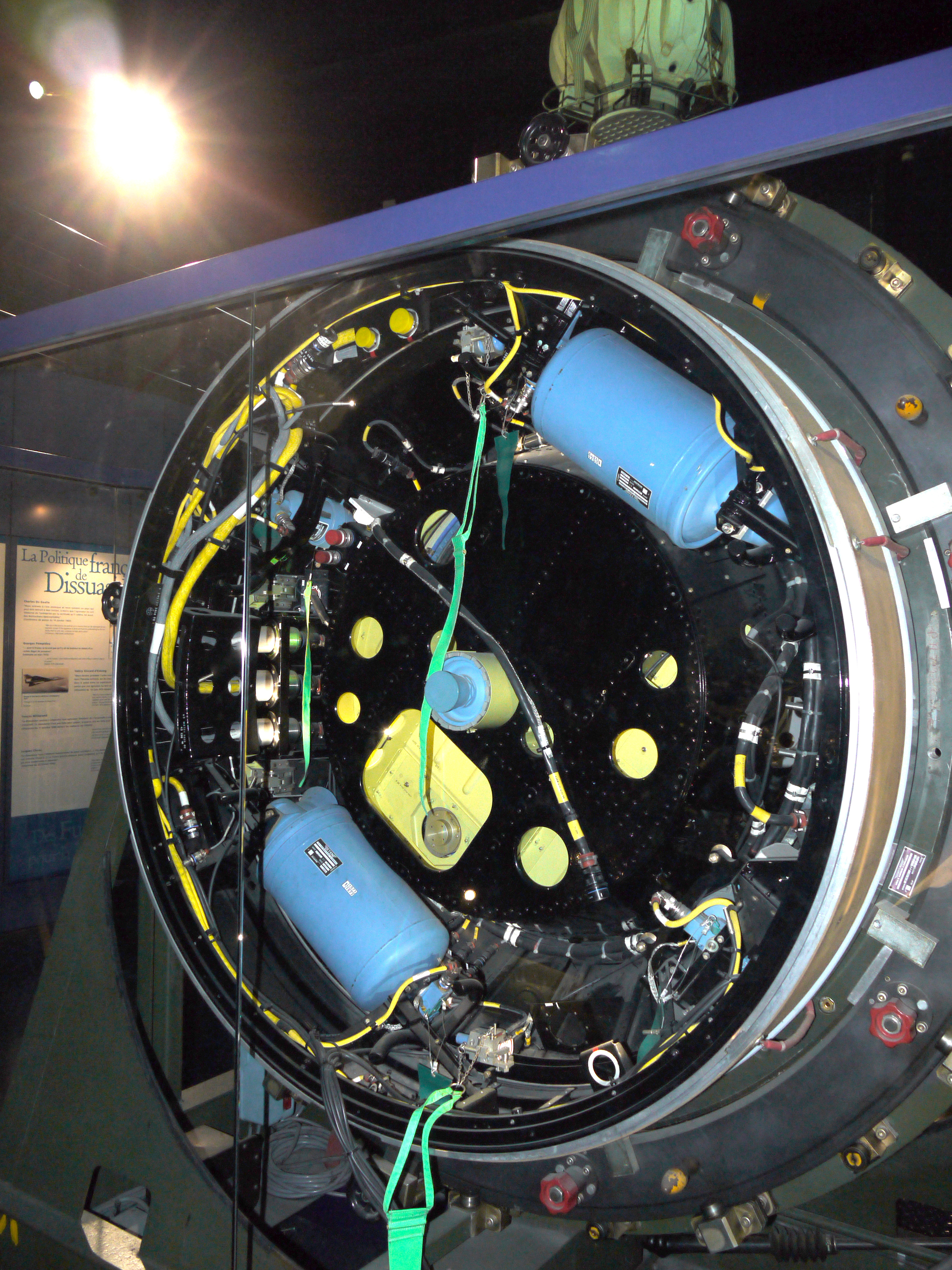
Case à équipements de la tête du missile
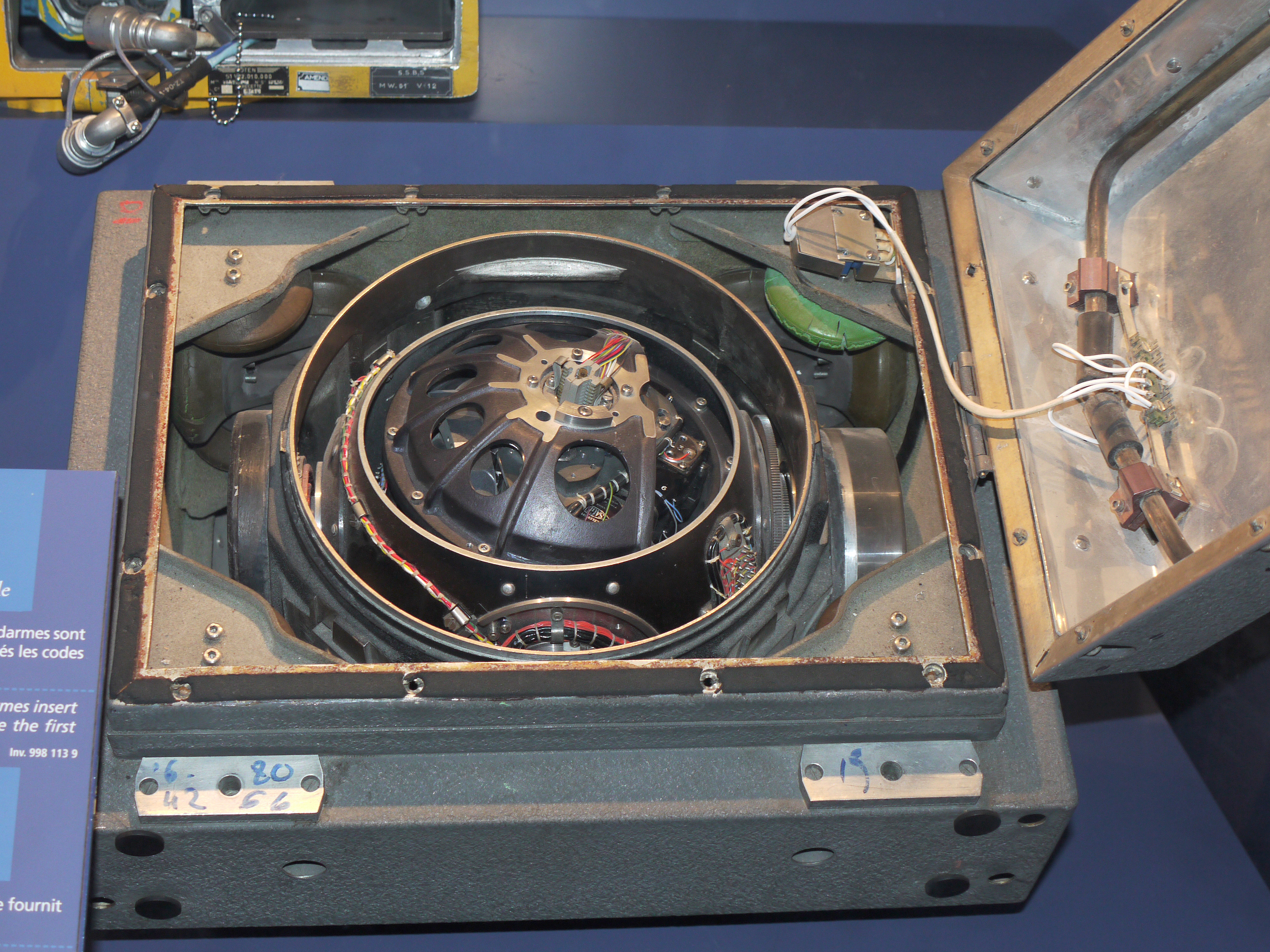
Centrale inertielle du S3

## Source
- (en) Jane's Handbook